# Rückruffunktion
Eine Rückruffunktion (englisch Callback) bezeichnet in der Informatik eine Funktion, die einer anderen Funktion, meist einer vorgefertigten Bibliotheks- oder Betriebssystemfunktion, als Parameter übergeben und von dieser unter definierten Bedingungen mit definierten Argumenten aufgerufen wird. Dieses Vorgehen folgt dem Entwurfsmuster der Inversion of Control.
Meistens erlaubt die vorgefertigte Funktion die Übergabe eines sog. Benutzerparameters lpParameter, der von ihr (neben anderen Argumenten) zur Rückruffunktion durchgereicht wird, damit letztere im Kontext des ursprünglichen Aufrufers Daten sowohl abgreifen wie ablegen kann.

## Rückruf im selben Ablauf
Das Bild zeigt einen Aufruf einer Routine eines anderen Kontextes (Betriebssystemaufruf, anderes Softwaremodul). Diesem Aufruf wird eine Referenz auf die Rückrufroutine übergeben. Die aufgerufene Routine kann dann in ihrem Ablauf die Rückrufroutine aufrufen. Die Rückrufroutine legt letztlich Daten ab, die im weiteren Programmablauf nach Rückkehr des ursprünglichen Aufrufes verwendet werden können. In der englischen Literatur wird diese Form als blocking callback oder synchronous callback bezeichnet.
Der Vorteil dieser Technik besteht darin, dass der Zugriff auf die Daten im eigenen Kontext formuliert wird und/oder im Rückruf eine beliebige programmtechnische Aufbereitung erfolgen kann: Die Parameter und der Aufrufzeitpunkt werden im anderen Softwaremodul bestimmt, die Bestimmung, was im Rückruf ausgeführt wird, obliegt dem eigenen Softwaremodul.
Dadurch wird ermöglicht, Funktionen allgemein zu definieren und erst beim Aufrufen der Funktion durch Angabe der Rückruffunktion das Verhalten exakt zu bestimmen. Häufig bekommt eine Rückruffunktion gar keinen Namen, sondern wird als anonyme Funktion direkt beim Aufruf definiert (siehe auch Lambda-Kalkül). Über Rückruffunktionen erreicht man eine lose Kopplung zwischen einzelnen Komponenten.

## Rückruf aus einem anderen Thread
Bei Angabe einer Rückruffunktion ist es der aufgerufenen Funktion überlassen, wann diese den Rückruf ausführt (Inversion of Control). Es ist möglich, dass der Rückruf zu einem späteren Zeitpunkt aus einem anderen Thread heraus erfolgt. Das nebenstehende Bild zeigt das Prinzip. Die Zuordnung der Rückrufroutine zum eigenen Kontext ist die Gleiche wie im obigen Schema. Da der Rückruf in einem anderen Thread erfolgen kann, sind aber zusätzlich die Bedingungen für eine Datenkonsistenz (Mutex) einzuhalten. In der englischen Literatur wird diese Form als deferred callback oder asynchronous callback bezeichnet.
Ein Beispiel dafür ist der Aufruf SetTimer(hWnd, ident, milliseconds, callbackRoutine) in der Windows-API. Der Aufruf SetTimer(...) ist ein kurzer Betriebssystemaufruf, der nur im Betriebssystem den Timer initialisiert. Die callbackRoutine wird erst dann aufgerufen, wenn die Zeit abgelaufen ist. Das geschieht in einem Thread des Betriebssystems unabhängig vom Ablauf nach dem Aufruf von SetTimer(...). In der bereitzustellenden Rückrufroutine kann beliebiger Code ausgeführt werden. Es ist allerdings dabei zu beachten, dass die Rückrufroutine nur kurz und nicht blockierend sein darf. Sonst besteht die Gefahr, dass das gesamte Betriebssystem oder mindestens der aktuelle Prozess blockiert. Letztlich sollte die Rückrufroutine eigentlich nur Daten ablegen und nicht selbst komplexe Aktionen beinhalten. Insbesondere kann für eine ereignisorientierte Programmierung eine Event-Instanz erzeugt und abgelegt werden, die weitere Abläufe steuert.

## Dauerhafte Rückrufroutine
Eine Rückrufroutine kann nur jeweils für einen Aufruf gelten. Die Rückrufroutine kann in Bezug zum Aufruf auch mehrmals gerufen werden, bis die zugehörige Aktion beendet ist, also zeitlich begrenzt.
Aber auch die dauerhafte Zuordnung einer Routine wird teilweise als callback routine bezeichnet, beispielsweise ThreadProc callback function: Bei der Anlage eines Threads über die Windows-API wird die Threadfunktion als callback function angegeben.
Die Zuordnung einer Ereignisbehandlungsroutine beispielsweise zu einem HTML-Element <button onclick="function()" /> oder zu einem Widget innerhalb einer Programmierung grafischer Benutzeroberflächen folgt demselben Schema, wird aber in diesem Zusammenhang gewöhnlich nicht als callback, sondern als event handler bezeichnet.

## Einfache Rückruffunktion oder objektorientierter Rückruf
Die sogenannten callback function in der Windows-API sind jeweils einfache C-Funktionen. Die Windows-API wird als C-Schnittstelle bereitgestellt. In Foren gibt es häufig Fragen nach der Möglichkeit, C++-Funktionen zuzuordnen. Notwendig ist hier eine Kapselung des C++-Aufrufes in einer C-Funktion, die die Dateninstanz kennt.
Anders ist es in objektorientierten Ansätzen eines Rückrufes. Statt der Angabe eines Funktionszeigers wird die Referenz auf ein Datenobjekt für den Rückruf übergeben. Das Datenobjekt muss ein für den Rückruf bestimmtes Interface realisieren. Das Interface enthält dann mehrere mögliche Rückruffunktionen in der Tabelle virtueller Methoden innerhalb der Dateninstanz und kennt gleichzeitig die notwendigen Daten für die Ausführung des Rückrufes. Das Grundschema ist genau das gleiche wie in den obigen Schemata gezeigt.

## Beispiele
Es soll eine Funktion apply_to geschrieben werden, die eine beliebige andere Funktion auf eine Liste von Werten anwendet und eine Liste der Ergebnisse zurückgibt. Eine Umsetzung in Pseudocode:
```
function 
apply_to
 (
rückruffunktion
, 
werte
):
    var 
ergebnis
; // Liste für die Ergebnisse
    foreach 
w
 in 
werte
 do // für alle Werte ...
        
e
 = 
rückruffunktion
 (
w
); // rufe die Rückruffunktion ...
        
ergebnis[]
 = 
e
;   // und hänge das Resultat an die Ergebnisliste an.
    end;
    return 
ergebnis
;
end apply_to;
```

Diese Funktion kann jetzt folgendermaßen verwendet werden:
```
function 
verdoppeln
 (
wert
): // dies ist eine Rückruffunktion
    return 
wert
*2;
end verdoppeln;
```

```
function 
quadrat
 (
wert
): // dies ist eine andere Rückruffunktion
    return 
wert
*
wert
;
end quadrat;
```

```
// Anwenden der Funktionen auf eine Liste:
```

```
werte
 = (1, 2, 3, 4);
```

```
doppelte_Werte
   = 
apply_to
(
verdoppeln
, 
werte
); //ergibt (2, 4, 6, 8)

quadrierte_Werte
 = 
apply_to
(
quadrat
, 
werte
);    //ergibt (1, 4, 9, 16)
```

Oder, kürzer, in Lambda-Notation:
```
werte
 = (1, 2, 3, 4);
```

```
doppelte_Werte
   = 
apply_to
(lambda 
x
: 
x
*2, 
werte
); //ergibt (2, 4, 6, 8)

quadrierte_Werte
 = 
apply_to
(lambda 
x
: 
x
*
x
, 
werte
); //ergibt (1, 4, 9, 16)
```

### JavaScript
Rückrufe werden bei der Implementierung von Programmiersprachen wie JavaScript verwendet, einschließlich der Unterstützung von JavaScript-Funktionen als Rückrufe über js-ctypes und in Komponenten wie addEventListener.

Im folgenden Beispiel wird zunächst eine Funktionsberechnung mit einem für den Rückruf bestimmten Parameter definiert: rueckruffunktion. Dann wird eine Funktion definiert, die als Rückruf zur Berechnung verwendet werden kann: berechneSumme. Für rueckruffunktion können andere Funktionen verwendet werden, z. B. berechneProdukt. In diesem Beispiel wird berechne(...) zweimal aufgerufen, einmal mit berechneSumme als Rückruf und einmal mit berechneProdukt. Die Funktionen geben das Summe bzw. Produkt die zurück, und die Warnung zeigt sie auf dem Bildschirm an.
```
function
 
berechne
(
zahl1
,
 
zahl2
,
 
rueckruffunktion
)

{

    
return
 
rueckruffunktion
(
zahl1
,
 
zahl2
);

}

function
 
berechneSumme
(
zahl1
,
 
zahl2
)

{

    
return
 
zahl1
 
+
 
zahl2
;

}

function
 
berechneProdukt
(
zahl1
,
 
zahl2
)

{

    
return
 
zahl1
 
*
 
zahl2
;

}

// Gibt 20, die Summe von 5 and 15, aus

alert
(
berechne
(
5
,
 
15
,
 
berechneSumme
));

// Gibt 75, das Produkt von 5 und 15, aus

alert
(
berechne
(
5
,
 
15
,
 
berechneProdukt
));

```

JavaScript verfügt über etliche vordefinierte Instanzmethoden mit einer Rückruffunktion als Parameter, unter anderem Array.prototype.every(), Array.prototype.filter(), Array.prototype.find(), Array.prototype.findIndex(), Array.prototype.findLast(), Array.prototype.findLastIndex(), Array.prototype.flatMap(), Array.prototype.forEach(), Array.prototype.map(), Array.prototype.reduce(), Array.prototype.reduceRight(), Array.prototype.some(), Array.prototype.sort(), Window.requestAnimationFrame(), Window.setInterval(), Window.setTimeout(). Von diesen wird nachfolgend Array.prototype.reduce() exemplarisch herangezogen, um ein Array iterativ auf ein einzelnes Ergebnis zu reduzieren, und dabei mittels einer Pfeilfunktion konkretisiert, wie dies für ein Wertepaar geschehen soll (beispielsweise durch Anwendung einer Zeichenketten-, Rechen- oder anderweitigen Operation). Wird der Methode zudem ein zweites Argument mitgegeben (wie etwa Null, eine leere Zeichenkette oder ein leeres Array), so wird es als initialer Startwert der Iteration verwendet, andernfalls das erste Element des Arrays. Der zugrundeliegende Algorithmus ist weiter unten im PowerShell-Beispiel skizziert.
```
function
 
f
(
s
)
 
{
 
console
.
log
(
s
)
 
}

const
 
array
 
=
 
[
2
,
 
5
,
 
1
,
 
3
];
 
// Erzeugt ein Array mit 4 Elementen => 2,5,1,3

f
(
array
.
reduce
((
a
,
 
b
)
 
=>
 
a
 
+
 
b
));
 
// Berechnet Summe => 11

f
(
array
.
reduce
((
a
,
 
b
)
 
=>
 
a
 
*
 
b
));
 
// Berechnet Produkt => 30

f
(
array
.
reduce
((
a
,
 
b
)
 
=>
 
a
));
 
// Gibt erstes Element zurück => 2

f
(
array
.
reduce
((
a
,
 
b
)
 
=>
 
b
));
 
// Gibt letztes Element zurück => 3

f
(
array
.
reduce
((
a
,
 
b
)
 
=>
 
Math
.
min
(
a
,
 
b
)));
 
// Bestimmt Minimum => 1

f
(
array
.
reduce
((
a
,
 
b
)
 
=>
 
Math
.
max
(
a
,
 
b
)));
 
// Bestimmt Maximum => 5

f
(
array
.
reduce
((
a
,
 
b
)
 
=>
 
`
${
a
}${
b
}
`
));
 
// Bewirkt Konkatenation => '2513'

f
(
array
.
reduce
((
a
,
 
b
)
 
=>
 
a
 
+
 
b
,
 
''
));
 
// Bewirkt Konkatenation => '2513'

f
(
array
.
reduce
(
a
 
=>
 
a
 
+
 
1
,
 
0
));
 
// Zählt Elemente => 4

// Der Rückgabewert kann durchaus wieder ein Array sein:

f
(
array
.
reduce
((
a
,
 
b
)
 
=>
 
(
a
.
push
(
b
),
 
a
),
 
[]));
 
// Kopie => 2,5,1,3

f
(
array
.
reduce
((
a
,
 
b
)
 
=>
 
(
a
.
unshift
(
b
),
 
a
),
 
[]));
 
// Umkehrung => 3,1,5,2

f
(
array
.
reduce
((
a
,
 
b
)
 
=>
 
(
a
.
push
(
b
 
*
 
b
),
 
a
),
 
[]));
 
// Quadrierung => 4,25,1,9

f
(
array
.
reduce
((
a
,
 
b
)
 
=>
 
(
a
.
push
(
b
 
+
 
b
),
 
a
),
 
[]));
 
// Verdopplung => 4,10,2,6

f
(
array
.
reduce
((
a
,
 
b
)
 
=>
 
(
a
.
push
(
`
${
b
}${
b
}
`
),
 
a
),
 
[]));
 
// Dopplung => '22','55','11','33'

f
(
array
.
reduce
((
a
,
 
b
)
 
=>
 
(
b
 
>
 
2
 
&&
 
a
.
push
(
b
),
 
a
),
 
[]));
 
// Filterung (auf größer 2) => 5,3

```

### C#
```
public
 
class
 
Hauptklasse
 

{

    
static
 
void
 
Main
(
string
[]
 
args
)

    
{

        
Nebenklasse
 
objekt
 
=
 
new
 
Nebenklasse
();

        

        
// Ruft die Methode von Nebenklasse mit Rückruffunktion als Parameter auf

        
objekt
.
Aufrufmethode
(
Rueckruffunktion
);

    
}

    

    
// Diese Rückruffunktion gibt den im Rückruf angegebenen Text aus

    
static
 
void
 
Rueckruffunktion
(
string
 
text
)

    
{

        
Console
.
WriteLine
(
"Der Rückruf lautet:"
 
+
 
text
);

    
}

}

public
 
class
 
Nebenklasse

{

    
// Diese Methode hat eine andere Methode als Parameter und ruft diese auf

    
public
 
void
 
Aufrufmethode
(
Action
<
string
>
 
rueckruf
)

    
{

        
// Ruft die Methode Rueckruffunktion in Hauptklasse mit der der angegebenen Textnachricht aus

        
rueckruf
(
"Ich komme sofort zurück."
);

    
}

}

```

### PowerShell
In PowerShell lassen sich Skriptblöcke nicht nur in Cmdlets wie Register-ScheduledJob, Set-ScheduledJob, Start-Job, Invoke-Command, ForEach-Object, Where-Object, Select-Object, Format-List und Format-Table einsetzen, um (innerhalb einer Pipeline) ausgeführt zu werden oder mittels ihnen berechnete Objekteigenschaften (englisch calculated property) zu bestimmen, sondern auch (parametrisiert) als anonyme Funktionen gebrauchen.
Nachfolgend ist die Funktion Reduce-Array ganz allgemein dazu in der Lage, ein Array auf einen einzigen Wert zu reduzieren. Wie dies konkret geschehen soll (beispielsweise per Konkatenation, Summenbildung, Produktbildung oder Rückgabe des ersten, letzten, kleinsten oder größten Elements), wird mittels einer Rückruffunktion spezifiziert, die zwei Werte entgegennimmt und einen zurückliefert. Durch deren iterative Anwendung lässt sich eine mehrelementige Eingabe letztlich zu einem einzelnen Ergebnis verdichten. Optional kann der Funktion Reduce-Array als weiteres Argument ein initialer Startwert mitgegeben werden, wie etwa Null, eine leere Zeichenkette oder ein leeres Array.
```
function
 
Reduce-Array
 
{

  
param
 
(
[Array]
$Array
 
=
 
@(),
 
[ScriptBlock]
$Callback
 
=
 
{},
 
$Value
)

  
[Int]
$i
 
=
 
$null
 
-eq
 
$Value

  
if
 
(
$i
 
-and
 
$Array
.
Count
)
 
{
 
# Wenn weder Initialwert übergeben noch Array leer, ...

    
$Value
 
=
 
$Array
[
0
]
 
# ... dann erstes Element als Initialwert verwenden

  
}

  
while
 
(
$i
 
-lt
 
$Array
.
Count
)
 
{
 
# (Übrige) Elemente durchlaufen ...

    
$Value
 
=
 
&
$Callback
 
$Value
 
$Array
[
$i
++]
 
# ... und jeweils Rückruffunktion anwenden

  
}

  
$Value

}

Reduce-Array
 
2
,
5
,
1
,
3
 
{
 
param
(
$x
,
 
$y
)
 
$x
 
+
 
$y
 
}
 
# Berechnet Summe => 11

Reduce-Array
 
2
,
5
,
1
,
3
 
{
 
param
(
$x
,
 
$y
)
 
$x
 
*
 
$y
 
}
 
# Berechnet Produkt => 30

Reduce-Array
 
2
,
5
,
1
,
3
 
{
 
param
(
$x
,
 
$y
)
 
$x
 
}
 
# Gibt erstes Element zurück => 2

Reduce-Array
 
2
,
5
,
1
,
3
 
{
 
param
(
$x
,
 
$y
)
 
$y
 
}
 
# Gibt letztes Element zurück => 3

Reduce-Array
 
2
,
5
,
1
,
3
 
{
 
param
(
$x
,
 
$y
)
 
[Math]
::
Min
(
$x
,
 
$y
)
 
}
 
# Bestimmt Minimum => 1

Reduce-Array
 
2
,
5
,
1
,
3
 
{
 
param
(
$x
,
 
$y
)
 
[Math]
::
Max
(
$x
,
 
$y
)
 
}
 
# Bestimmt Maximum => 5

Reduce-Array
 
2
,
5
,
1
,
3
 
{
 
param
(
$x
,
 
$y
)
 
[String]
$x
 
+
 
$y
 
}
 
# Bewirkt Konkatenation => "2513"

Reduce-Array
 
"2"
,
"5"
,
"1"
,
"3"
 
{
 
param
(
$x
,
 
$y
)
 
$x
 
+
 
$y
 
}
 
# Bewirkt Konkatenation => "2513"

Reduce-Array
 
2
,
5
,
1
,
3
 
{
 
param
(
$x
,
 
$y
)
 
$x
 
+
 
$y
 
}
 
""
 
# Bewirkt Konkatenation => "2513"

Reduce-Array
 
2
,
5
,
1
,
3
 
{
 
param
(
$x
)
 
$x
 
+
 
1
 
}
 
0
 
# Zählt Elemente => 4

# Der Rückgabewert kann durchaus wieder ein Array sein:

'Original => 2,5,1,3'

 
2
,
5
,
1
,
3
 
|
 
ConvertTo-Json

'Kopie => 2,5,1,3'

 
Reduce-Array
 
2
,
5
,
1
,
3
 
{
 
param
(
$x
,
 
$y
)
 
@(
$x
)
 
+
 
$y
 
}
 
|
 
ConvertTo-Json

'Umkehrung => 3,1,5,2'

 
Reduce-Array
 
2
,
5
,
1
,
3
 
{
 
param
(
$x
,
 
$y
)
 
@(
$y
)
 
+
 
$x
 
}
 
|
 
ConvertTo-Json

'Quadrierung => 4,25,1,9'

 
Reduce-Array
 
2
,
5
,
1
,
3
 
{
 
param
(
$x
,
 
$y
)
 
@(
$x
)
 
+
 
$y
 
*
 
$y
 
}
 
@()
 
|
 
ConvertTo-Json

'Verdopplung => 4,10,2,6'

 
Reduce-Array
 
2
,
5
,
1
,
3
 
{
 
param
(
$x
,
 
$y
)
 
@(
$x
)
 
+
 
$y
 
*
 
2
 
}
 
@()
 
|
 
ConvertTo-Json

'Verdopplung => "22","55","11","33"'

 
Reduce-Array
 
"2"
,
"5"
,
"1"
,
"3"
 
{
 
param
(
$x
,
 
$y
)
 
@(
$x
)
 
+
 
$y
 
*
 
2
 
}
 
@()
 
|
 
ConvertTo-Json

'Verdopplung => "22","55","11","33"'

 
Reduce-Array
 
2
,
5
,
1
,
3
 
{
 
param
(
$x
,
 
$y
)
 
@(
$x
)
 
+
 
[String]
$y
 
*
 
2
 
}
 
@()
 
|
 
ConvertTo-Json

'Filterung (auf Elemente größer 2) => 5,3'

 
Reduce-Array
 
2
,
5
,
1
,
3
 
{
 
param
(
$x
,
 
$y
)
 
@(
$x
)
 
+
 
(@(
$y
)
 
-gt
 
2
)
 
}
 
@()
 
|
 
ConvertTo-Json

```

### PHP
PHP verfügt über vordefinierte Array-Funktionen, denen eine Rückruffunktion als Argument übergeben werden kann, unter anderem array_all(), array_any(), array_filter(), array_find(), array_map(), array_udiff(), array_uintersect(), array_walk(), uasort(), uksort(), usort(). Dazu gehört auch array_reduce(), welche durch iteratives Vorgehen ein Array auf ein einzelnes Ergebnis reduziert und deren Wirkungsweise nachfolgend demonstriert wird. Soll dabei nicht null als (neutraler) Anfangswert für die Iteration dienen, muss über einen optionalen dritten Parameter etwas anderes festgelegt werden, beispielsweise 0 für additive, 1 für multiplikative oder "" für konkatenierende Operationen.
```
<?php

  
$werte
 
=
 
array
(
2
,
 
5
,
 
1
,
 
3
);
 
// Array mit 4 Elementen

  
$anzahl
 
=
 
function
 
(
$carry
)
 
{
 
return
 
$carry
 
+
 
1
;
 
};

  
$summe
 
=
 
function
 
(
$carry
,
 
$item
)
 
{
 
return
 
$carry
 
+
 
$item
;
 
};

  
$produkt
 
=
 
function
 
(
$carry
,
 
$item
)
 
{
 
return
 
$carry
 
*
 
$item
;
 
};

  
$konkatenation
 
=
 
function
 
(
$carry
,
 
$item
)
 
{
 
return
 
$carry
 
.
 
$item
;
 
};

  
echo
 
array_reduce
(
$werte
,
 
$anzahl
,
 
0
),
 
"
\n
"
;
 
// Zählt die Elemente => 4

  
echo
 
array_reduce
(
$werte
,
 
$summe
),
 
"
\n
"
;
 
// Summiert die Elemente => 11

  
echo
 
array_reduce
(
$werte
,
 
$produkt
,
 
1
),
 
"
\n
"
;
 
// Multipliziert die Elemente => 30

  
echo
 
array_reduce
(
$werte
,
 
$konkatenation
),
 
"
\n
"
;
 
// Konkateniert die Elemente => "2513"

  
echo
 
$konkatenation
(
$konkatenation
(
$konkatenation
(
2
,
 
5
),
 
1
),
 
3
),
 
"
\n
"
;
 
// dto. => "2513"

  
// Der Rückgabewert kann durchaus wieder ein Array sein:

  
$kopie
 
=
 
function
 
(
$carry
,
 
$item
)
 
{
 
array_push
(
$carry
,
 
$item
);
 
return
 
$carry
;
 
};

  
$umkehrung
 
=
 
function
 
(
$carry
,
 
$item
)
 
{
 
array_unshift
(
$carry
,
 
$item
);
 
return
 
$carry
;
 
};

  
$verdopplung
 
=
 
function
 
(
$carry
,
 
$item
)
 
{
 
array_push
(
$carry
,
 
$item
 
*
 
2
);
 
return
 
$carry
;
 
};

  
$quadrierung
 
=
 
function
 
(
$carry
,
 
$item
)
 
{
 
array_push
(
$carry
,
 
$item
 
**
 
2
);
 
return
 
$carry
;
 
};

  
function
 
filterung
(
$carry
,
 
$item
)
 
{
 
$item
 
>
 
2
 
&&
 
array_push
(
$carry
,
 
$item
);
 
return
 
$carry
;
 
}

  
function
 
dump
(
$var
)
 
{
 
print_r
(
$var
)
 
/* oder var_dump($var) oder var_export($var) */
;
 
}

  
dump
(
array_reduce
(
$werte
,
 
$kopie
,
 
[]));
 
// Kopie des Arrays => [2, 5, 1, 3]

  
dump
(
array_reduce
(
$werte
,
 
$umkehrung
,
 
[]));
 
// Umkehrung der Elemente => [3, 1, 5, 2]

  
dump
(
array_reduce
(
$werte
,
 
$verdopplung
,
 
[]));
 
// Verdopplung jedes Elements => [4, 10, 2, 6]

  
dump
(
array_reduce
(
$werte
,
 
$quadrierung
,
 
[]));
 
// Quadrierung jedes Elements => [4, 25, 1, 9]

  
dump
(
array_reduce
(
$werte
,
 
"filterung"
,
 
[]));
 
// Filterung (auf Elemente größer 2) => [5, 3]

  
dump
(
filterung
(
filterung
(
filterung
(
filterung
([],
 
2
),
 
5
),
 
1
),
 
3
));
 
// dto. => [5, 3]

?>

```